# Église Saint-Ferréol de Salsignac
L'église Saint-Ferréol est une église de style roman auvergnat située à Salsignac, village de la commune d'Antignac, dans le département français du Cantal en région Auvergne-Rhône-Alpes.

## Historique
L'église romane a été construite au XIIe siècle et modifiée en style gothique au XVe siècle.
L'église est connue sous quatre vocables différents :
- église Saint-Étienne
- église Saint-Ferréol
- chapelle Notre-Dame-de-Bon-Secours
- chapelle de Salsignac

Elle s'appelait initialement Saint-Étienne mais porte le vocable de Saint-Ferréol depuis le XVIe siècle, le vocable chapelle Notre-Dame-de-Bon-Secours ne datant probablement que de la fin du XIXe siècle.
L'église fait l'objet d'une inscription au titre des monuments historiques depuis le 17 septembre 1969.

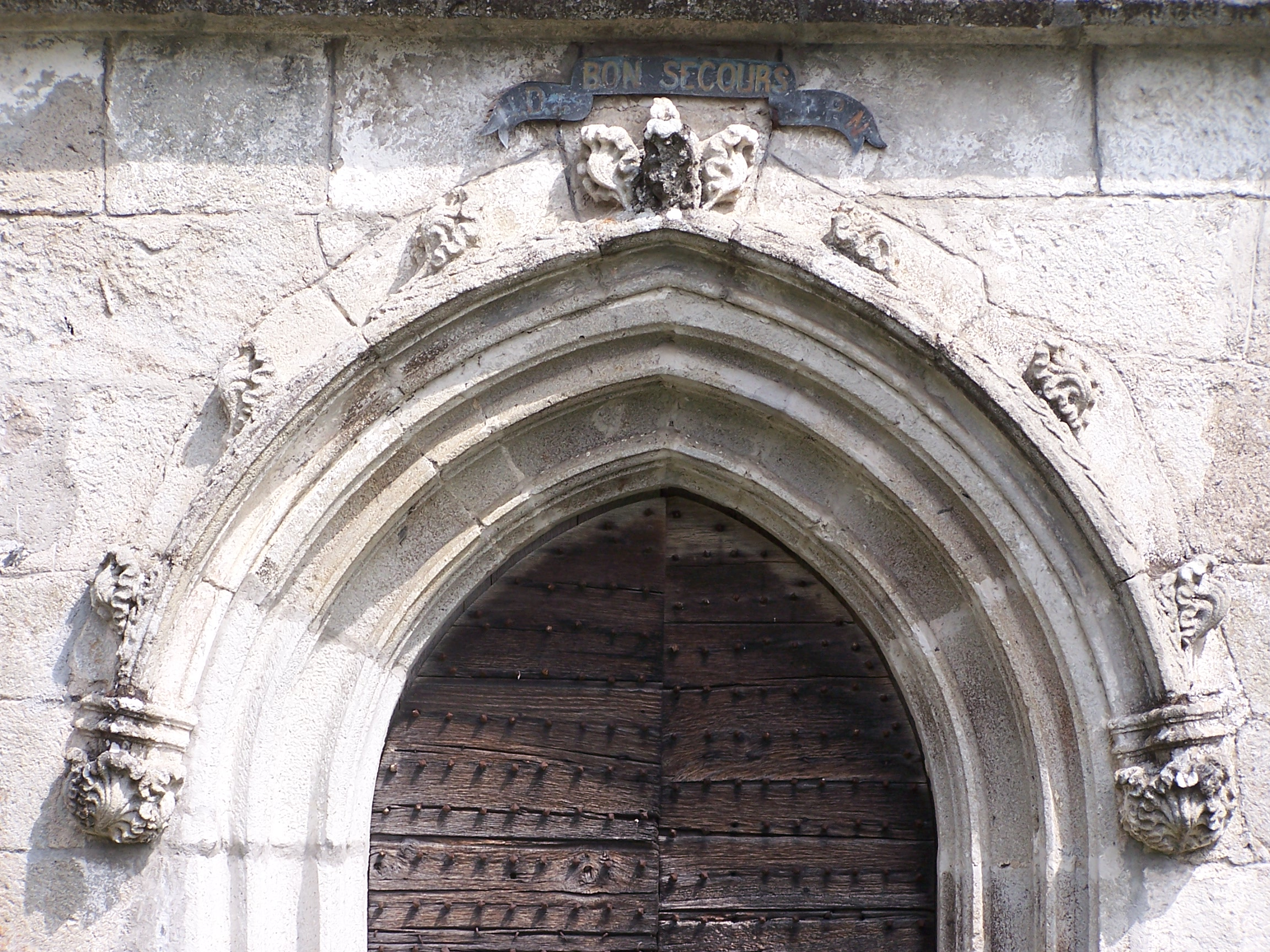
L'archivolte du portail.

## Architecture
Édifiée en pierre de taille de belle facture assemblée en très grand appareil, l'église présente un chevet typiquement roman, au détail près que les baies ont été refaites en style ogival. Ce chevet, couvert de lauzes, est constituée d'une abside semi-circulaire unique couronnée d'une corniche saillante supportée par des modillons géométriques.
La façade méridionale, soutenue par deux énormes contreforts, présente des traces de réfection en moellon.
La façade occidentale, pour sa part, est divisée verticalement en deux registres. Le registre inférieur est édifié en pierre de taille et est percé d'un élégant portail ogival à triple voussure orné de fleurons typiques du gothique tardif. Le registre supérieur, édifié partiellement en pierre de taille et partiellement en moellon, est percé d'une petite fenêtre ogivale et est surmonté d'un clocheton à baie campanaire unique.

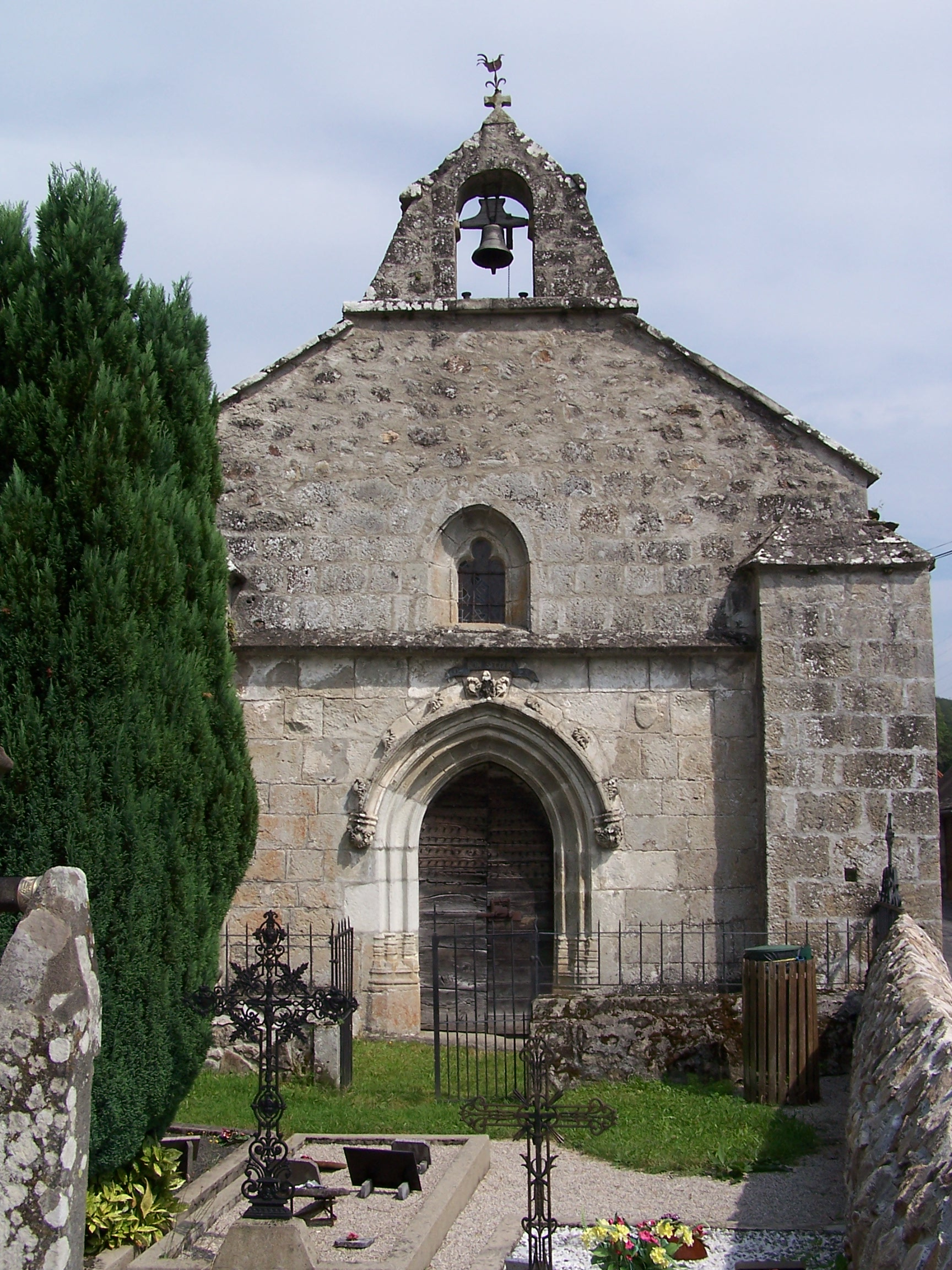
La façade occidentale.
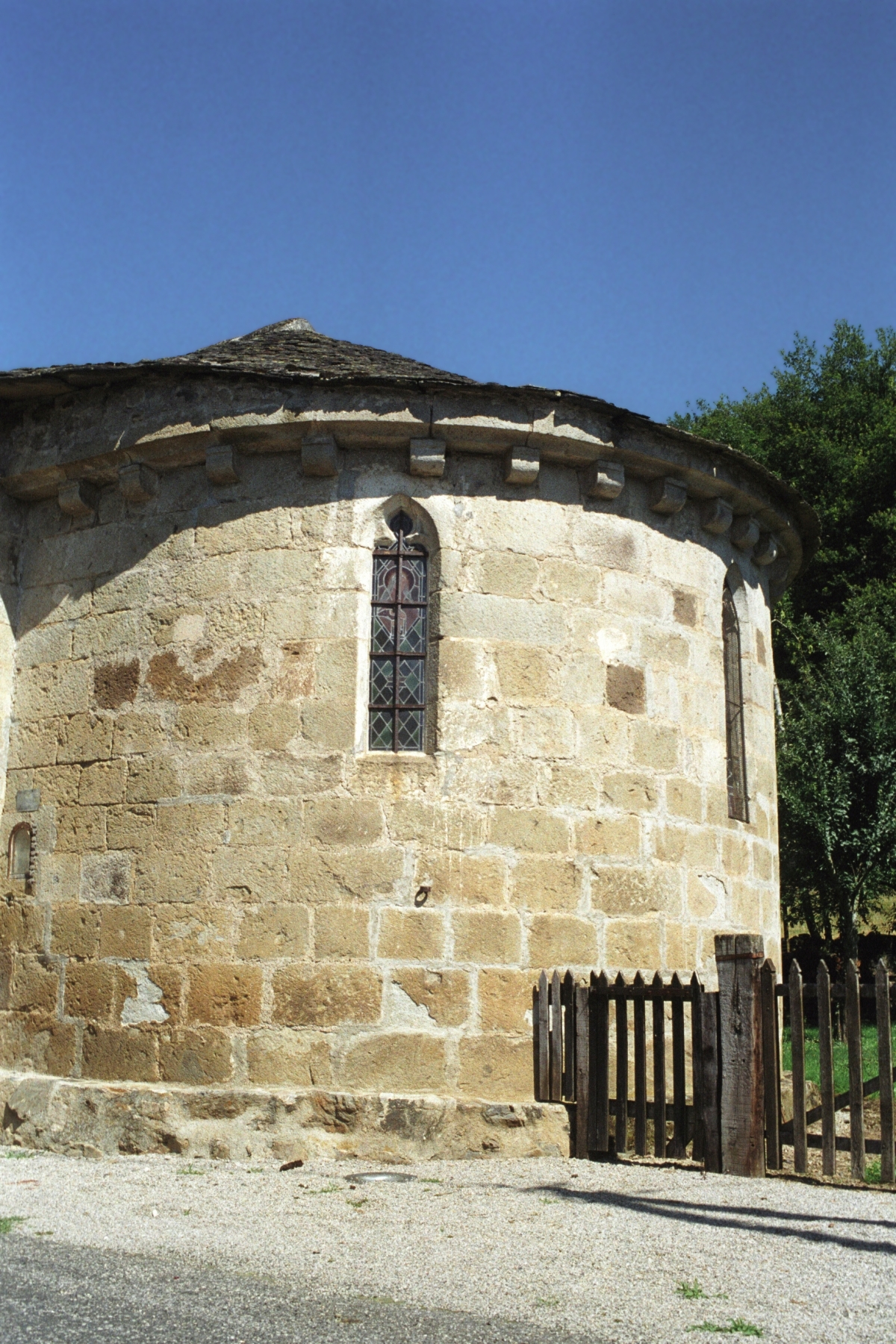
Le chevet.